# Monika Jagaciak
Monika "Jac" Jagaciak, född 15 januari 1994 i Poznań, Polen, är en polsk fotomodell. Hon är sedan 2015 en av Victoria's Secret Angels.